# Juga interioris
Juga interioris är en snäckart som först beskrevs av Goodrich 1944.  Juga interioris ingår i släktet Juga och familjen Pleuroceridae. Inga underarter finns listade i Catalogue of Life.